# Eunones
Eunones fue un rey de los aorses, con quienes los romanos se aliaron durante su guerra contra Claudio Mitrídates, rey del Bósforo durante la mitad del siglo I, alrededor del año 45. Cuando Claudio Mitrídates no pudo aguantar más la presión romana huyó a la corte de Eunones. Este último se apiadó de él, escribiendo a su favor al emperador Claudio.
- Datos: Q3781579